# Hilimagari
Hilimagari is een bestuurslaag in het regentschap Nias Selatan van de provincie Noord-Sumatra, Indonesië. Hilimagari telt 320 inwoners (volkstelling 2010).